# Jubileum Volume II
Jubileum II è la seconda compilation della band Heavy metal Bathory. Preceduto da Jubileum I (1992) e seguito da Jubileum III (1998).

## Tracce
1. The Return of Darkness and Evil – 4:59
2. Burnin' Leather – 3:54
3. One Rode to Asa Bay – 9:20
4. The Golden Walls of Heaven – 5:23
5. Call from the Grave – 4:58
6. Die in Fire – 3:36
7. Shores in Flames – 10:44
8. Possessed – 2:40
9. Raise the Dead – 3:40
10. Total Destruction – 3:50
11. Bond of Blood – 7:37
12. Twilight of the Gods – 13:40